# 坎卡拉
坎卡拉（Kankara）是奈及利亞卡齐纳州的一個地方政府。坎卡拉的面积为1,462平方公里，2006年根據人口普查當地人口為245,739人。 坎卡拉的郵政編碼是832。其行政中心位於同名城鎮坎卡拉。